# Stactobia margalitana
Stactobia margalitana är en nattsländeart som beskrevs av Lazar Botosaneanu 1974. Stactobia margalitana ingår i släktet Stactobia och familjen smånattsländor. Inga underarter finns listade i Catalogue of Life.